# 勞厄埃布拉赫河

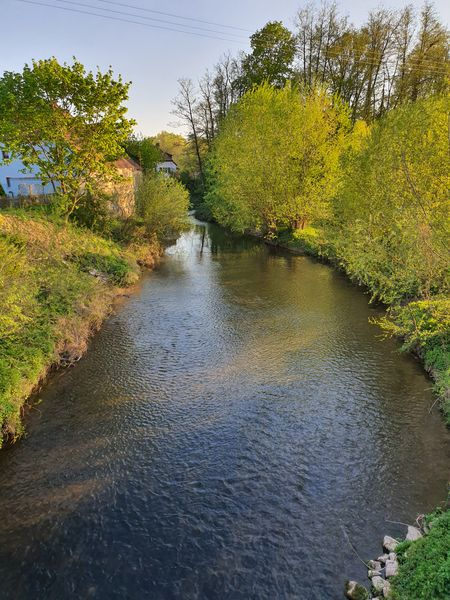

49°50′21.3″N 10°56′19.9″E / 49.839250°N 10.938861°E
勞厄埃布拉赫河（德語：Rauhe Ebrach），是德國的河流，位於該國東南部，由巴伐利亞負責管轄，屬於雷格尼茨河的支流，河道全長47公里，流域面積324平方公里。